# Schmalspurbahnmuseum Gryfice

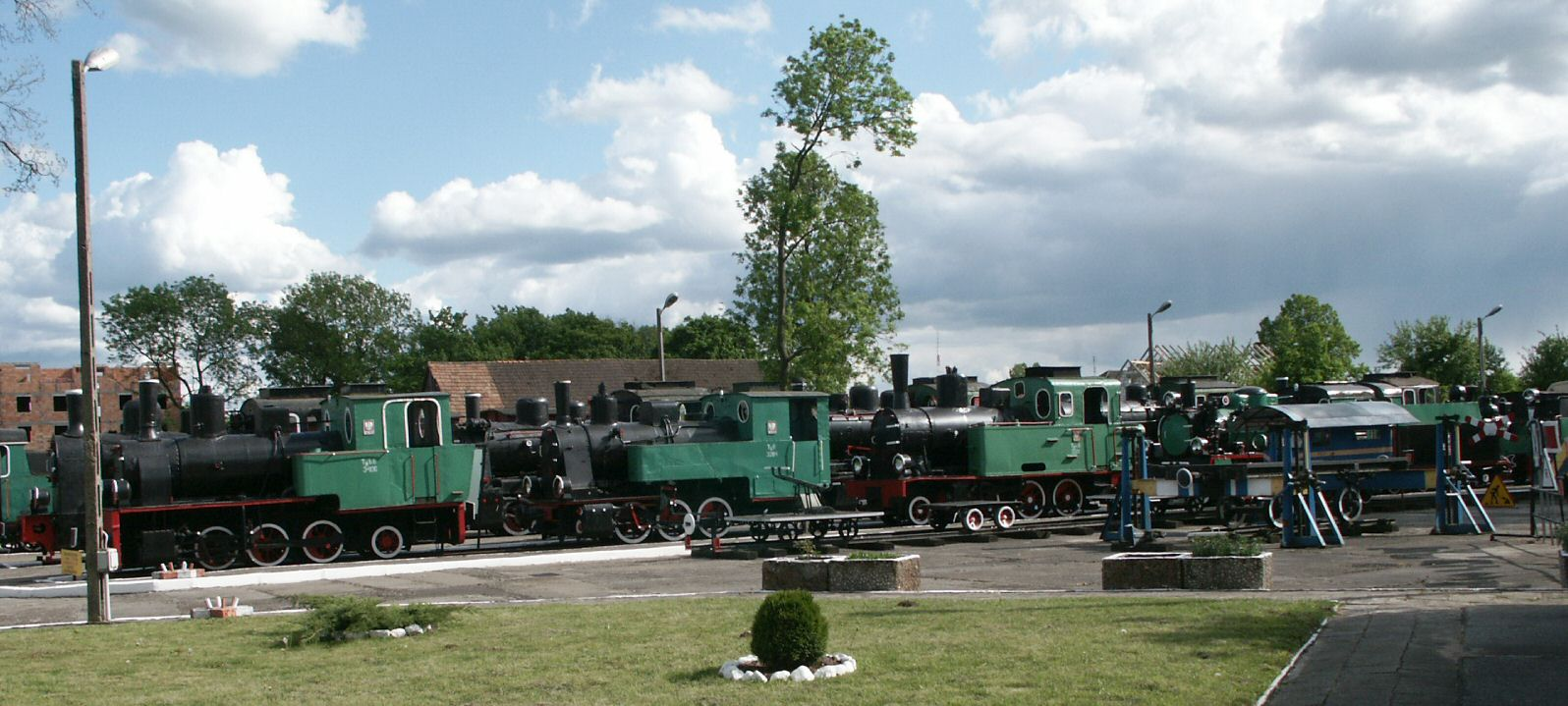
Loks auf dem Freigelände des Museums

Das Schmalspurbahnmuseum Gryfice („Stała Wystawa Pomorskich Kolei Wąskotorowych“, deutsch: „Ständige Ausstellung der pommerschen Schmalspurbahnen“) ist die ehemalige Außenstelle des Eisenbahnmuseums Warschau der Polnischen Staatsbahnen (PKP) für Schmalspurfahrzeuge der Spurweite 1000 mm. Seit 2010 ist es dem Heimatmuseum Szczecin unterstellt.
Es befindet sich nahe dem Haupt- und Kleinbahnhof Gryfice (Greifenberg in Pommern) und zeigt Exponate zur Geschichte der Schmalspurbahnen in Pommern.

## Geschichte
Zur angemessenen Unterbringung schmalspuriger Exponate baute das Eisenbahnmuseum Warschau Außenstellen auf. Hierbei erfolgte keine geografische Aufteilung, sondern die Ausstellungsstücke wurden strikt nach Spurweite sortiert auf drei Standorte aufgeteilt: im Muzeum Kolejki Wąskotorowej Wenecja für 600 mm, in Sochaczew für 750 mm und in Gryfice für 1000 mm. Entgegen der Bezeichnung des Museums beschränkt es sich also nicht nur auf die fast durchgängig in Meterspur gebauten pommerschen Schmalspurbahnen, sondern berücksichtigt auch die Piaseczyńska Kolej Dojazdowa bei Warschau sowie einige außerhalb Pommerns liegende Bahnen, die von 1000 auf 750 mm umgespurt wurden.
Das Museum wurde 1978 in unmittelbarer Nähe des Bahnhofs Gryfice der Gryficka Kolej Dojazdowa / Greifenberger Kleinbahn eröffnet. Es besteht aus einem Freigelände, auf dem zahlreiche Fahrzeuge ausgestellt sind, sowie Ausstellungsräumen, die Modelle und Fotografien zu den pommerschen Schmalspurbahnen zeigen. Im Gegensatz zu den beiden anderen Schmalspurmuseen hat das Museum Gryfice keine eigene Museumsstrecke. Einzelne betriebsfähige Fahrzeuge können aber auf der Gryficka Kolej Dojazdowa eingesetzt werden.

## Fahrzeugbestand
Im Besitz des Museums sind folgende Fahrzeuge, teilweise nicht als Exponat aufgearbeitet:
| Bezeichnung | Ursprung                         | Hersteller                  | Baujahr   |
| ----------- | -------------------------------- | --------------------------- | --------- |
| Tx7-3501    | Saatziger Kleinbahnen 51J        | AG Vulcan Stettin           | 1914      |
| Tx7-3502    | Saatziger Kleinbahnen 52Jh       | AG Vulcan Stettin           | 1927      |
| Txn8-3811   | Kolberger Kleinbahn 40d          | AG Vulcan Stettin           | 1925      |
| Ty6-3284    | Schmiegeler Kreisbahn 4"         | Krauss-Maffei               | 1944      |
| Tya6-3326   | Lycker Kleinbahnen 5'            | Arnold Jung Lokomotivfabrik | 1919      |
| Tyb6-3406   | Warszawska Kolej Dojazdowa 70    | Krauss-Maffei               | 1920      |
| Tyb6-3407   | Schrodaer Kreisbahn 8            | Krauss                      | 1909      |
| Tyn6-3632   | Greifenberger Kleinbahn 22c      | AG Vulcan Stettin           | 1928      |
| Tyn6-3636   | Kreisbahn auf Alsen 42           | AG Vulcan Stettin           | 1927      |
| Ty-9785     | Zuckerfabrik Sobbowitz           | Orenstein & Koppel          | 1921      |
| Px48-3901   | Polskie Koleje Państwowe         | Fablok                      | 1951      |
| Px48-3912   | Polskie Koleje Państwowe         | Fablok                      | 1954      |
| Px48-3915   | Polskie Koleje Państwowe         | Fablok                      | 1952      |
| Px48-3916   | Polskie Koleje Państwowe         | Fablok                      | 1950      |
| MBxd1-348   | Warszawska Kolej Dojazdowa 102 M | Warszawska Kolej Dojazdowa  | 1935      |
| MBxd1-355   | Regenwalder Kleinbahnen T1       | Waggonfabrik Wismar         | 1939      |
| MBxd1-358   | Polskie Koleje Państwowe         | Polskie Koleje Państwowe    | 1961–1962 |
| MBxd1-359   | Polskie Koleje Państwowe         | Polskie Koleje Państwowe    | 1961–1962 |
| MBxd2-311   | Polskie Koleje Państwowe         | FAUR                        | 1986      |
| Lxd2-462    | Polskie Koleje Państwowe         | FAUR                        | 1978      |